# Arman Adikjan
Arman Adikjan (* 10. listopadu 1984 Vagharšapat) je bývalý arménský zápasník – klasik.

## Sportovní kariéra
Zápasení se věnoval od 13 let. Specializoval se na řecko-římský styl. V arménské mužské reprezentaci se prosazoval od roku 2007 a v témže roce na mistrovství světa v Baku vybojoval pátým místem účast na olympijských hrách v Pekingu. Do Pekingu však formu nevyladil a vypadl v úvodním kole s Maďarem Tamásem Lőrinczem 0:2 na sety. V roce 2012 se na olympijské hry v Londýně nekvalifikoval. Žije s rodinou ve Švédsku, kde zápasil za stockholmský klub Spårvägens BK.

## Výsledky
| Turnaj             | 2007 | 2008 | 2009 | 2010 | 2011 |
| Turnaj             | 23   | 24   | 25   | 26   | 27   |
| Turnaj             | -66  | -66  | -66  | -66  | -66  |
| ------------------ | ---- | ---- | ---- | ---- | ---- |
| Olympijské hry     |      | úč.  |      |      |      |
| Mistrovství světa  | 5.   |      | —    | úč.  | úč.  |
| Mistrovství Evropy | 5.   | úč.  | —    | —    | —    |